# 금계중학교
금계중학교(金鷄中學校)는 대한민국 경상북도 영주시 풍기읍 금계리에 있는 사립 중학교이다.

## 학교 연혁
- 1950년 1월 20일 : 금계고등공민학교 설립
- 1952년 12월 29일 : 재단법인 금계학원 설립인가, 초대 이사장 계삼정 선생 취임
- 1953년 3월 14일 : 금계중학교 설립 인가, 초대 교장 계삼정 선생 취임
- 1954년 3월 14일 : 제1회 졸업 (22명)
- 1985년 1월 26일 : 18학급 배정 (총재적수 1,018명)
- 2002년 8월 28일 : 월계관 신축 준공(11.29 개관)
- 2012년 3월 1일 : 선진형교과교실제 운영(2012~ ) 및 사교육절감형 창의경영학교 운영(2012~2014)
- 2015년 9월 1일 : 금계관 신축 준공, 역사관 준공
- 2021년 12월 22일 : 제4대 이사장 김광수 선생 취임
- 2022년 9월 1일 : 제6대 교장 류시혁 선생 취임
- 2024년 1월 5일 : 제71회 졸업 32명(남 6,016명, 여 4,598명 계 10,614명)

## 참고 자료
- 금계중학교 - 한국교육학술정보원 학교알리미